# Tremblay, Ille-et-Vilaine

Tremblay este o comună în departamentul Ille-et-Vilaine, Franța. În 1 ianuarie 2018 avea o populație de 1.493 de locuitori.